# William-Adolphe Bouguereau
William Adolphe Bouguereau (30 noiembrie 1825 – 19 august 1905) a fost un pictor academic francez.

## Biografie și biografie artistică

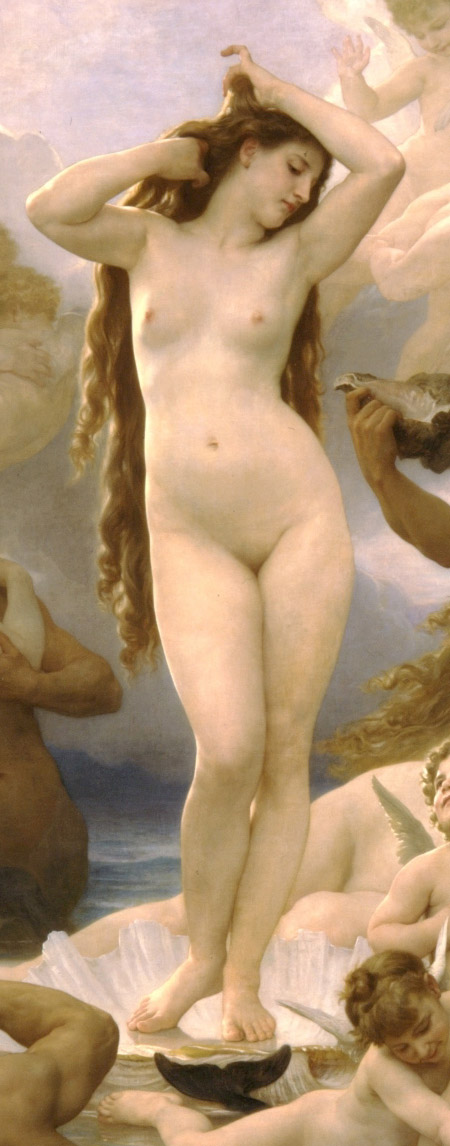
Venus (detaliu) de Bouguereau

William-Adolphe Bouguereau s-a născut în La Rochelle, Franța. Student al Școlii de arte frumoase din Paris (Ecole des Beaux-Arts), a câștigat Prix de Rome în 1850. Picturile sale realizate în genul realismului artistic, precum și temele sale de inspirație mitologică l-au făcut extrem de popular, fiind unul din pictorii care a expus constant la Salonul din Paris, de-a lungul întregii sale vieți artistice. Deși, spre sfârșitul vieții sale, pictorul însuși a considerat că a căzut într-un fel de dizgrație, în mare parte datorată opoziției sale constante curentului impresionist, în lumea contemporană există o reconsiderare a artei sale și un nou val de apreciere îi înconjoară cele opt sute treizeci și șase (836) de picturi finalizate.
În timpul său, Bouguereau a fost considerat a fi unul dintre cei mai mari pictori ai lumii. Conform afirmațiilor lui Fred Ross, președinte al Art Renewal Center, în 1900, contemporanii pictorului, Edgar Degas și Claude Monet l-ar fi menționat pe Bouguereau ca fiind cel mai probabil pictor francez ce va fi menționat în anul 2000 ca fiind "cel mai mare pictor francez al secolului al 19-lea". Considerând modul ironic cunoscut al lui Degas de a face referiri publice la alți pictori, la care se poate adăuga tendința estetică clar orientată spre inovarea "definitivă" a picturii promovată constant de cei doi impresioniști, remarca a fost foarte probabil ironică. Indiferent de ceea ce Degas și Monet au intenționat a spune, realitatea este că opera lui William-Adolphe Bouguereau are un puternic moment de revitalizare și reconsiderare.
Deși s-a bucurat de un renume remarcabil în cea mai mare parte a vieții sale, picturile sale vânzându-se la prețuri ridicate (în special colecționarilor americani), în secolul 20, și în special după 1920, Bouguereau a intrat într-o uitare atât de profundă încât numele său nu a fost nici măcar menționat în enciclopedii pentru decenii întregi. Unii critici de artă au încercat să menționeze opoziția sa declarată la curentele, care generic pot fi numite isme (fauvism, impresionism, expresionism, pointilism, etc.) ca fiind sursa "uitării deliberate" a pictorului pentru câteva decenii.
Este mult mai probabil că răspunsul se găsește în schimbările profunde sociale, istorice, culturale, tehnologice și științifice nu numai ale Europei, dar și ale celorlalte continente, combinate cu două războaie mondiale, care au făcut ca gustul și sensibilitatea să varieze atât de mult între 1920 și 1960 încât să producă astfel de mutații estetice. Se poate remarca cum și alte personalități marcante artistice (vedeți cazul couturierului francez Paul Poiret, spre exemplificare) au suferit "uitări" și "redescoperiri" similare.
Astăzi o bună parte a picturilor sale împodobesc galeriile a aproape o sută de muzee de artă din întreaga lume.
La o vârstă relativ avansată, Bouguereau s-a căsătorit pentru o a doua oară cu una din fostele sale eleve, devenită între timp o artistă realizată, Elizabeth Jane Gardner Bouguereau. Bouguereau a fost cunoscut pentru folosirea propriei sale influențe și poziții de pictor academic consacrat în facilitarea deschiderii a numeroase instituții franceze de artă femeilor, incluzând prestigioasa Académie française.

## Dilema numelui
Sursele care indică numele său complet sunt contradictorii; unele indică William-Adolphe Bouguereau, ca un nume compus, William Adolphe Bouguereau, ca un nume uzual și doar civil, conform tradiției franceze, în timp ce alte surse indică Adolphe William Bouguereau, ceea ce presupune folosirea prenumelui Adolphe ca nume uzual. Oricum, artistul obișnuia să se semneze William Bouguereau (sugerând astfel că William ar fi fost prenumele uzual folosit), sau, mai exact, "W.Bouguereau.anul" (conform alfabetului francez) și mai târziu, "W-BOVGVEREAV-date" (conform alfabetului latin).

## Exemple de opere

### Galerie

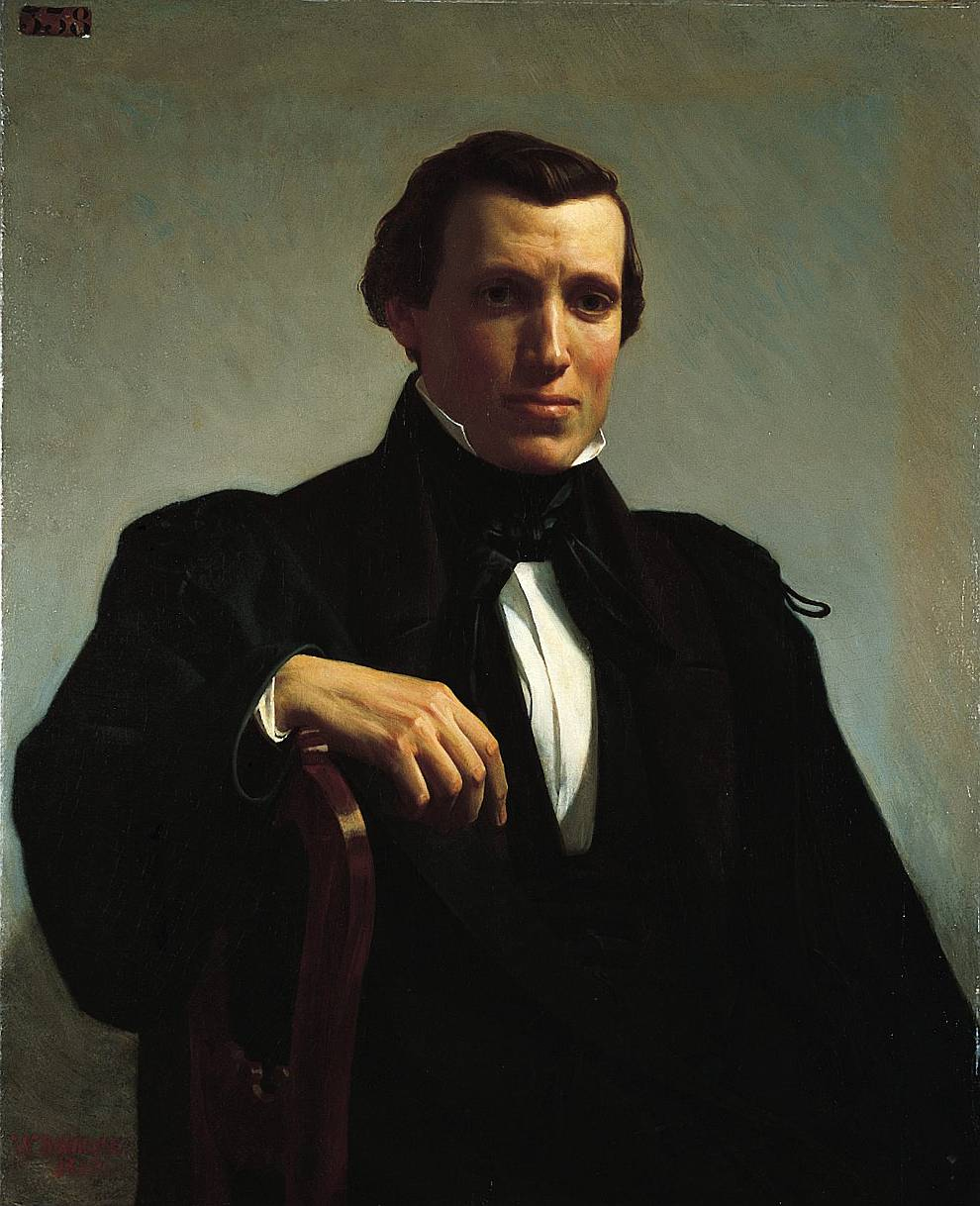
Portretul domnului M. (1850)
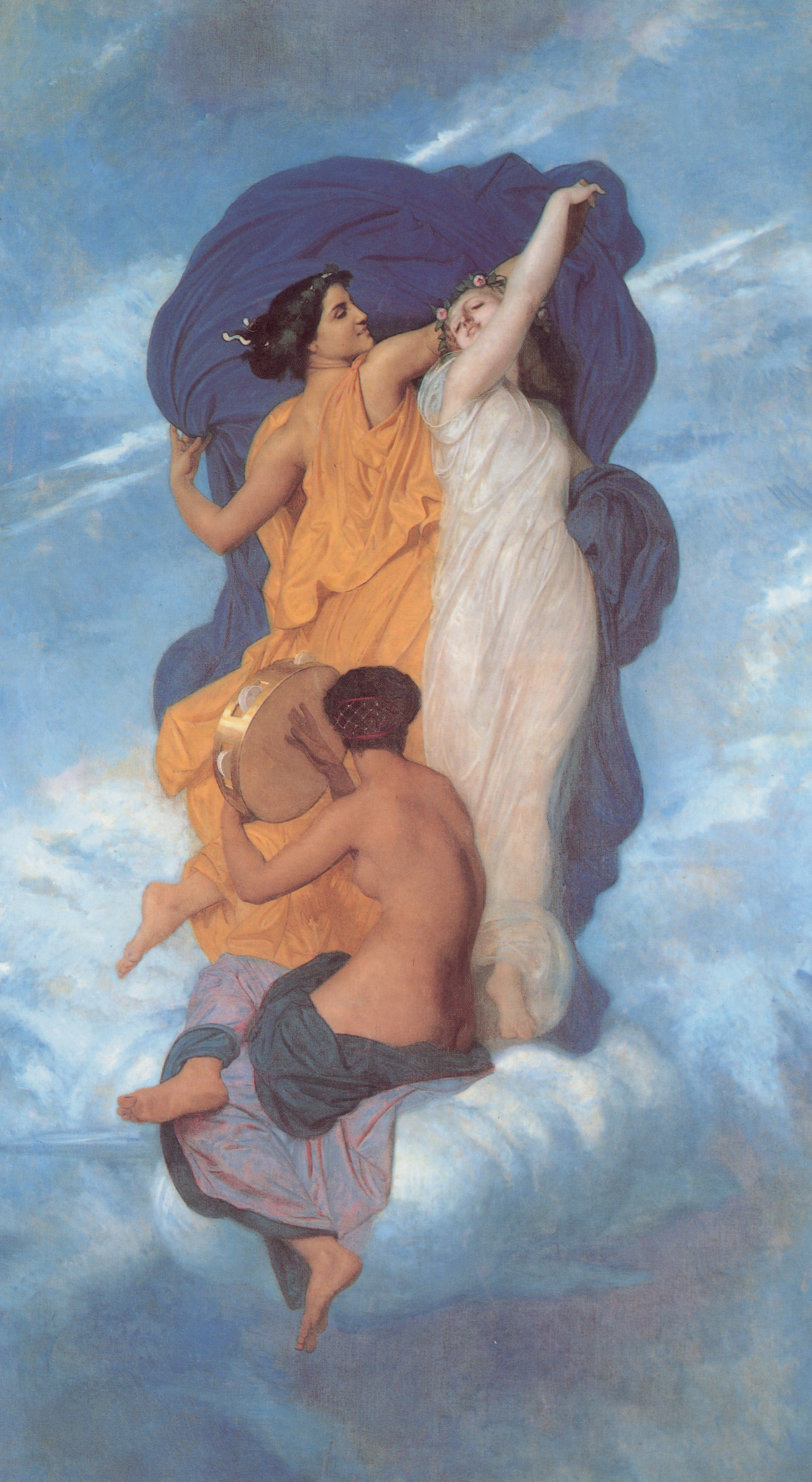
Dansul (1856)
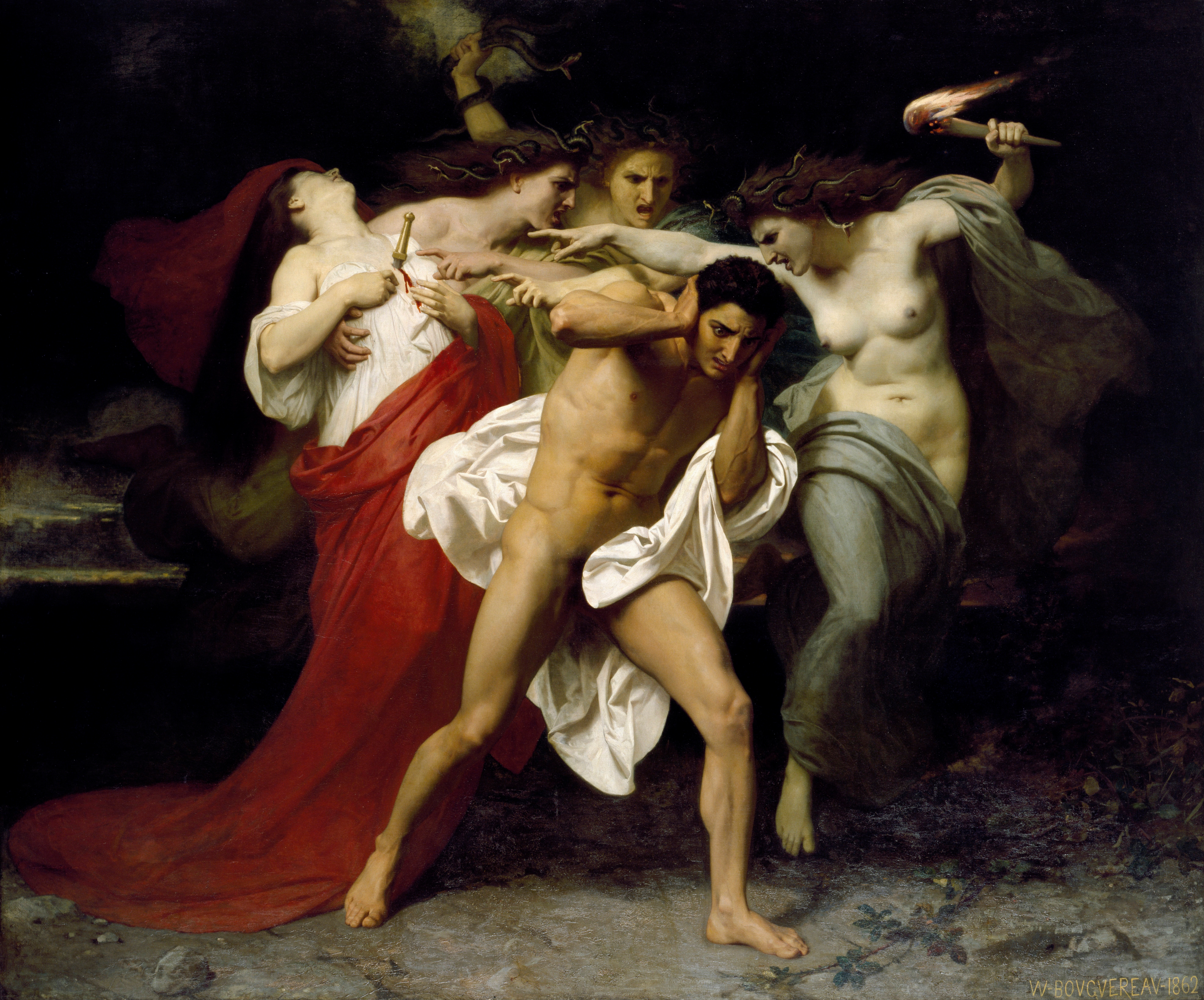
Remuşcarea lui Oreste (1862)
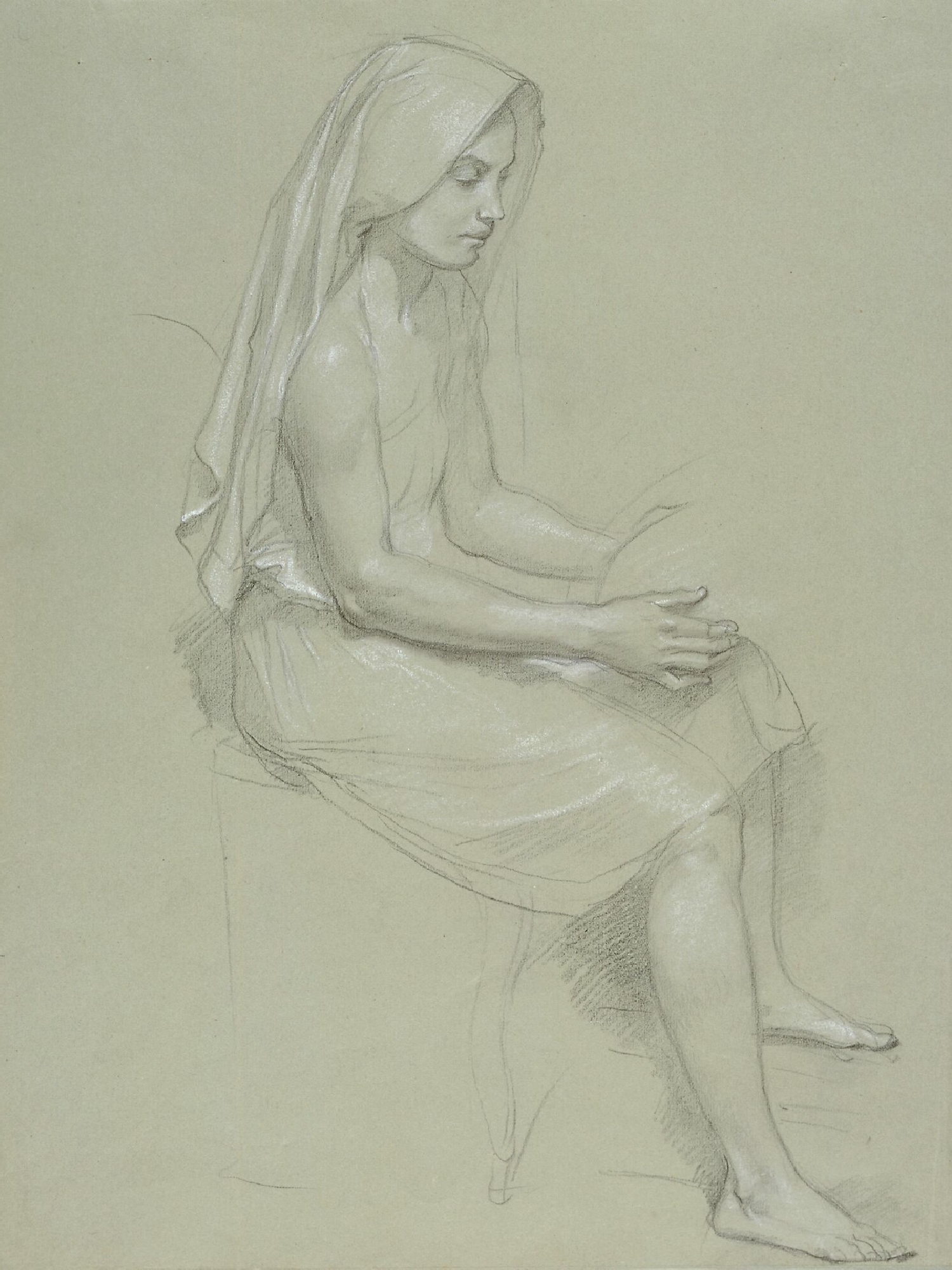
Studiu al unei femei voalate şezând (nedatată)
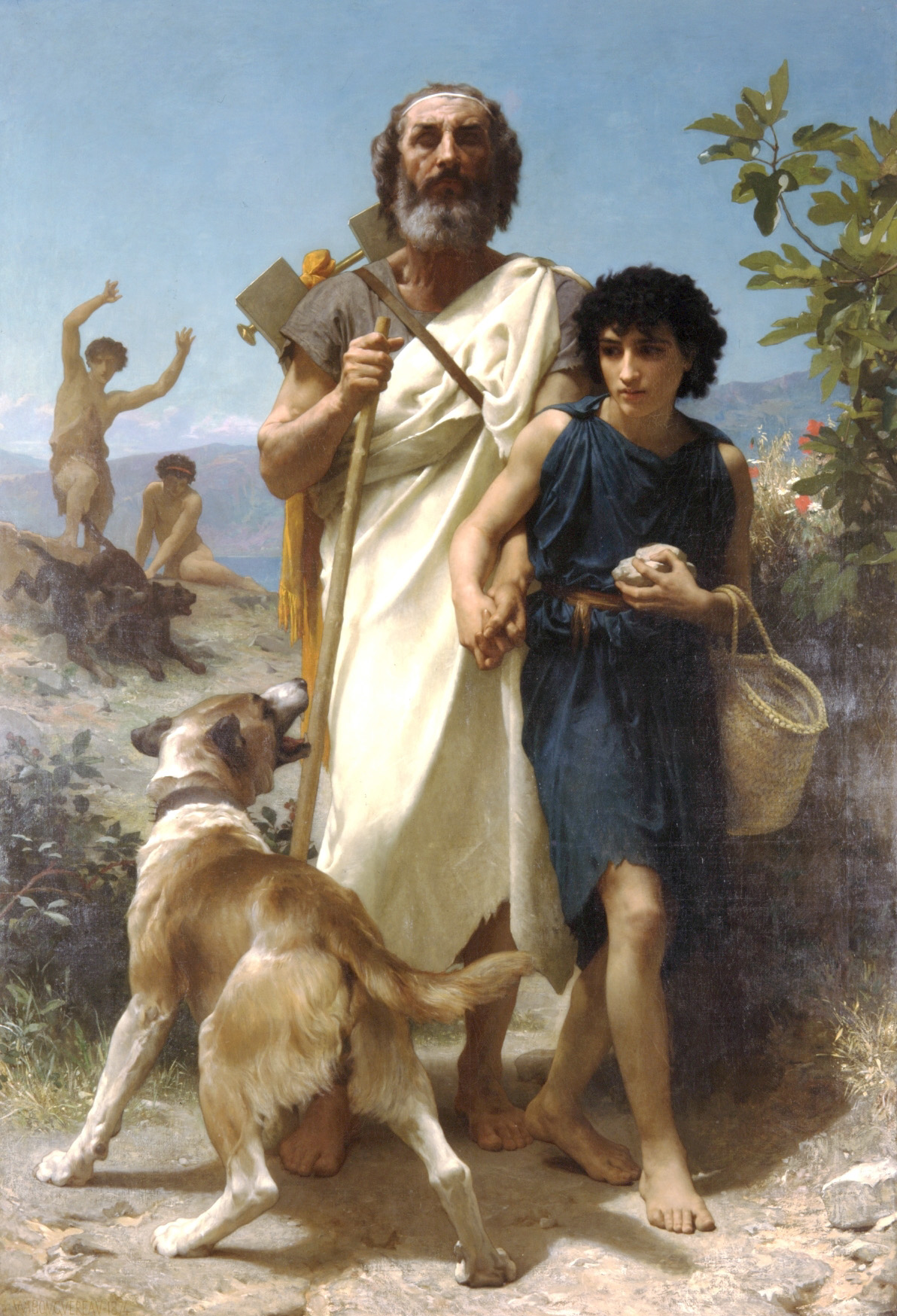
Homer şi ghidul său (1874)
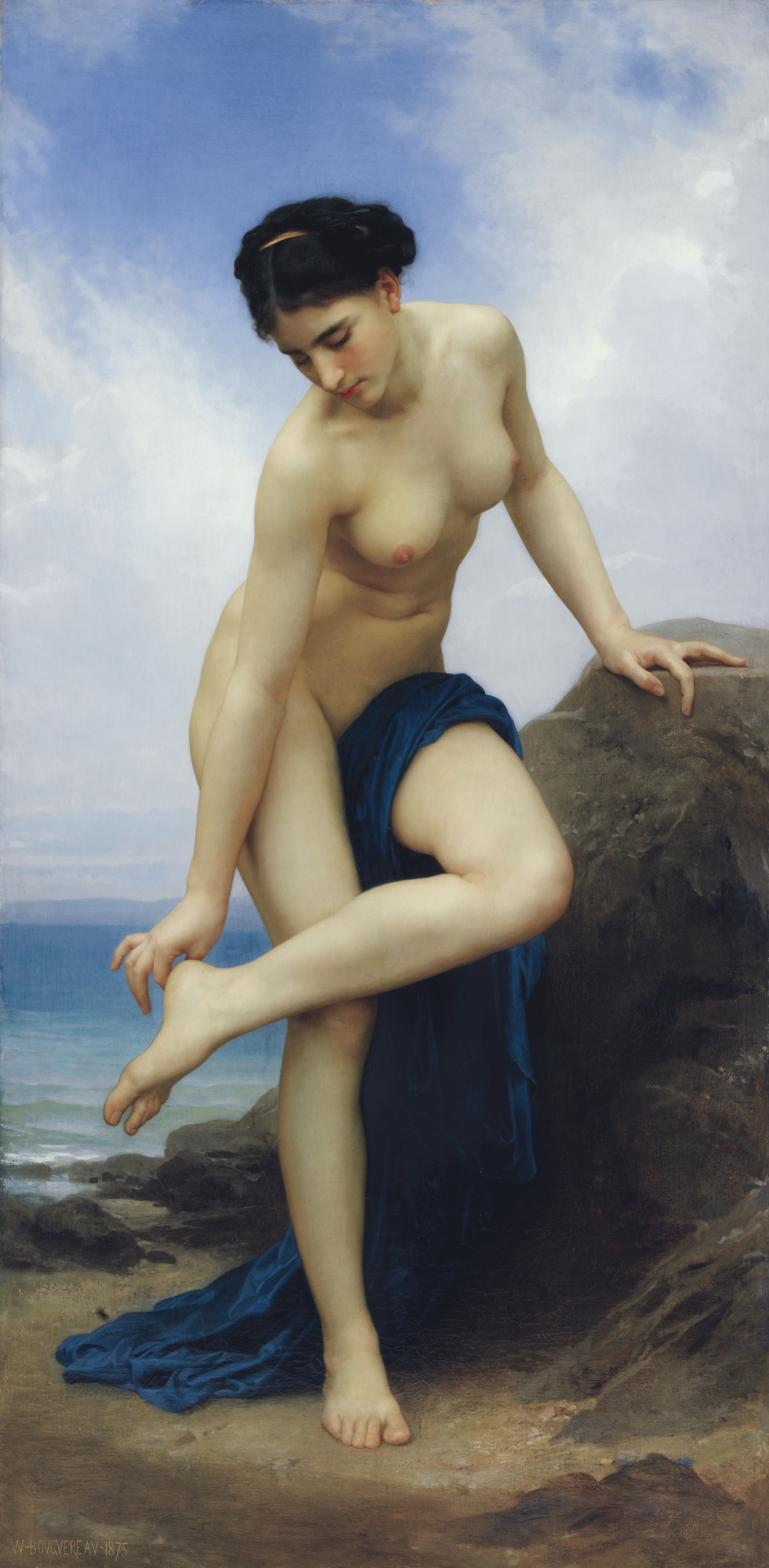
După baie (1875)
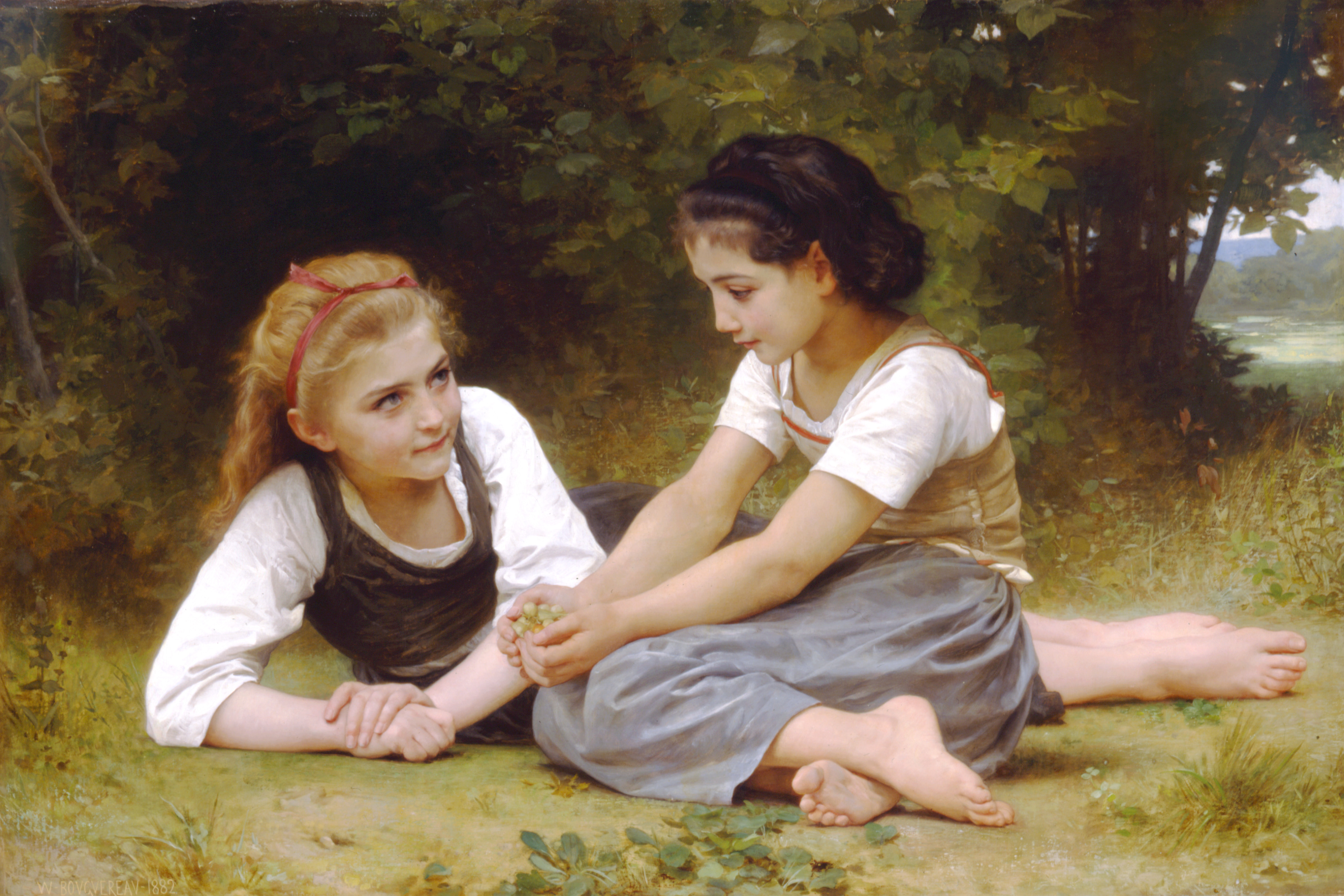
Culegătoarele de nuci (1882)
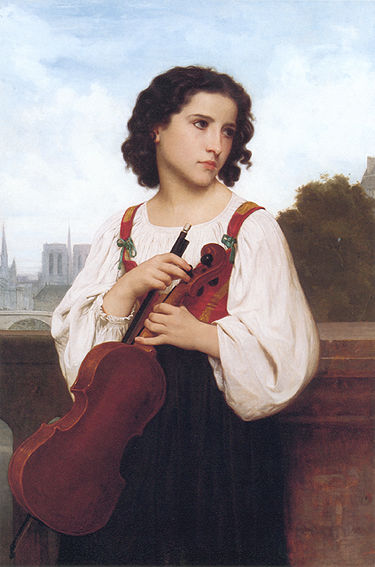
Singură în lume (nedatată)
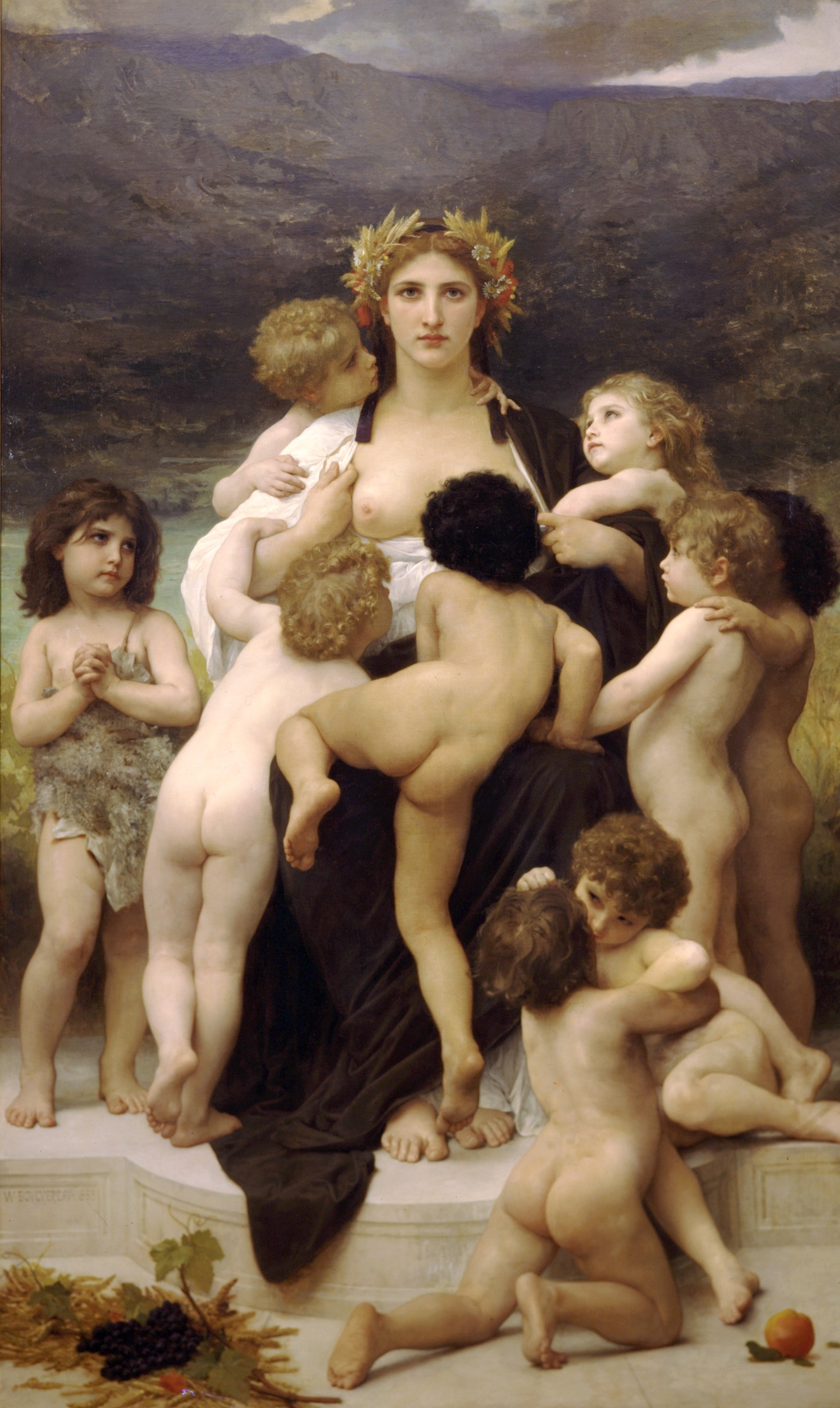
Ţara mumă (1883)
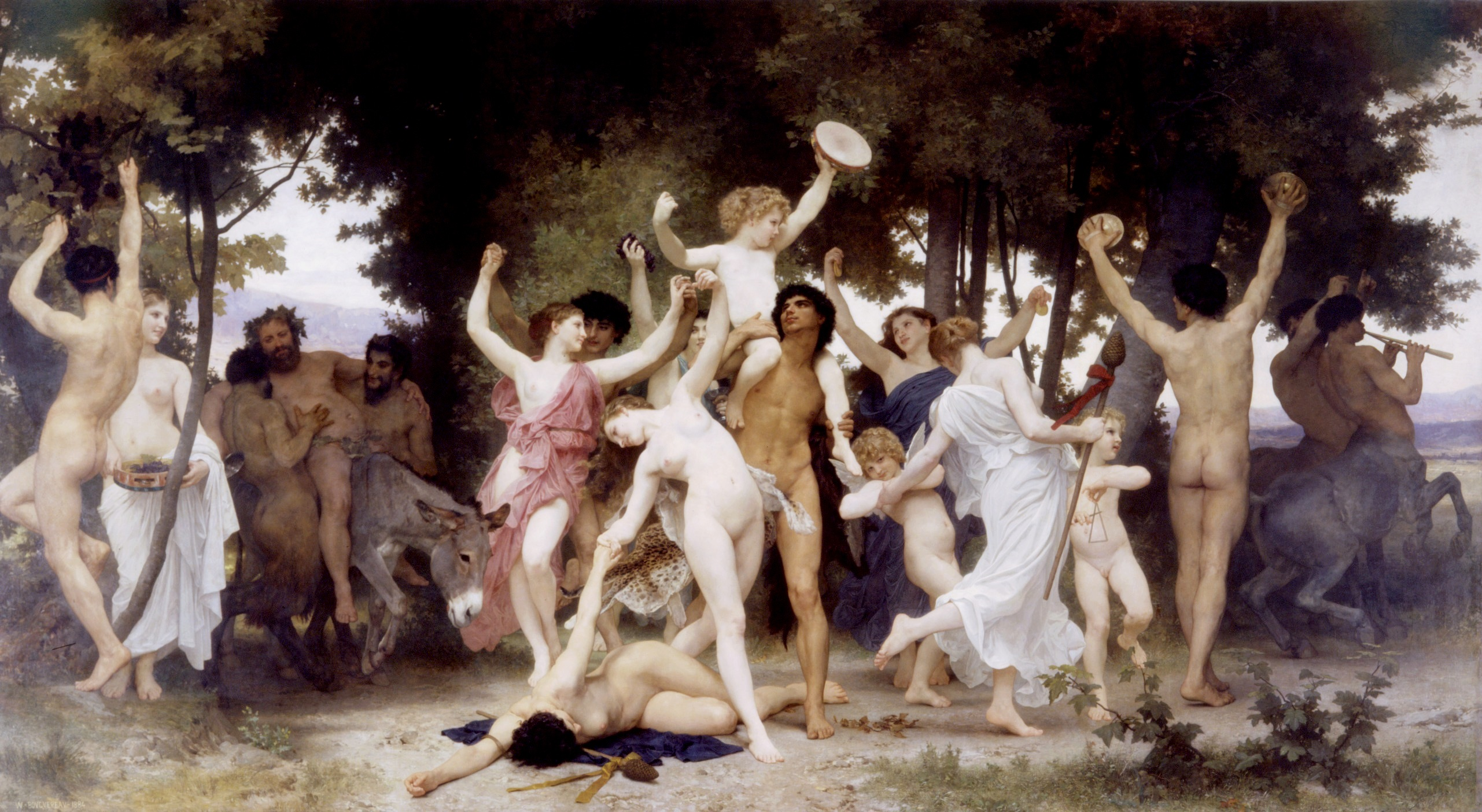
Tinereţea lui Bacchus (1884)
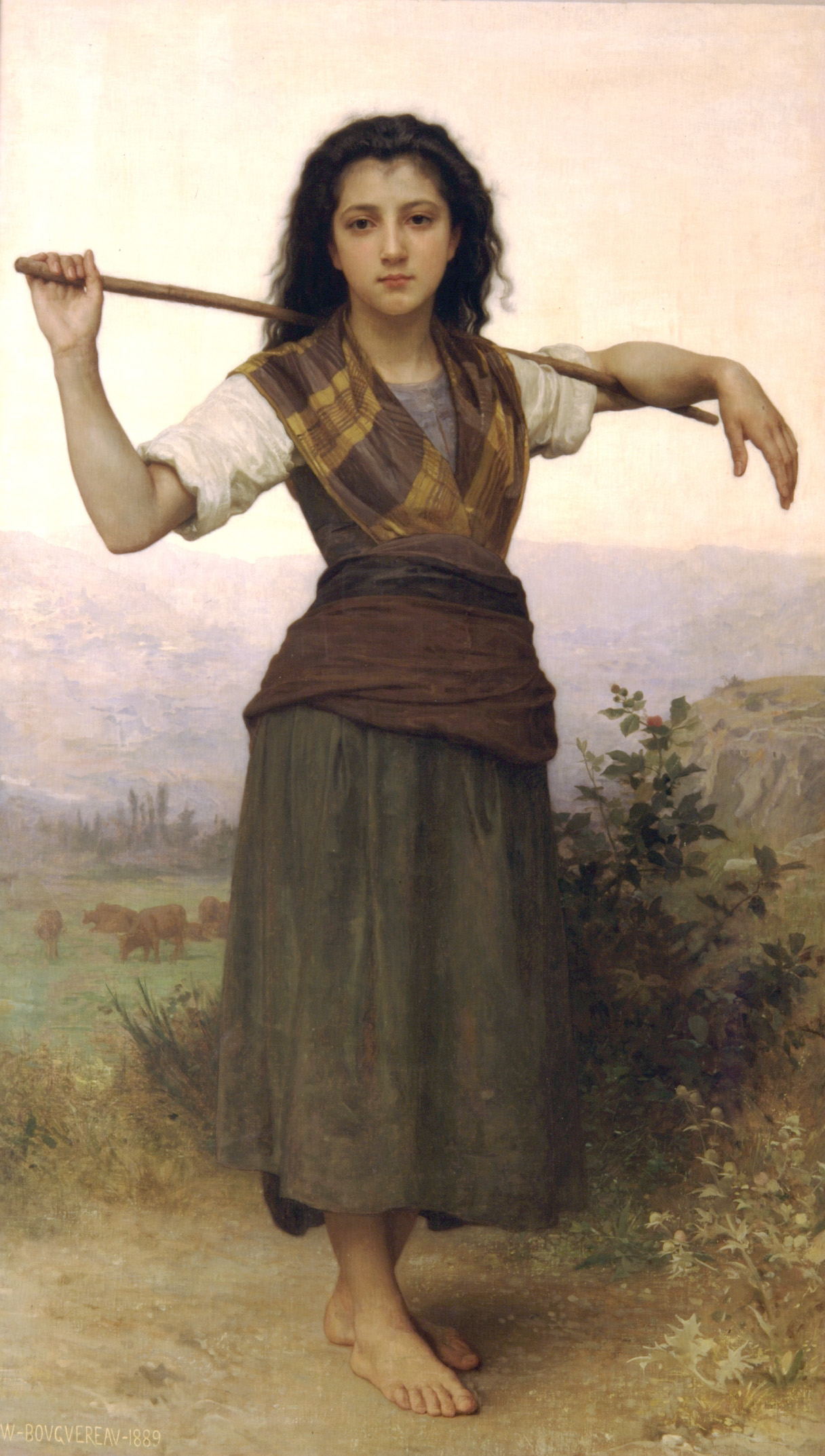
Păstoriţa (1889)
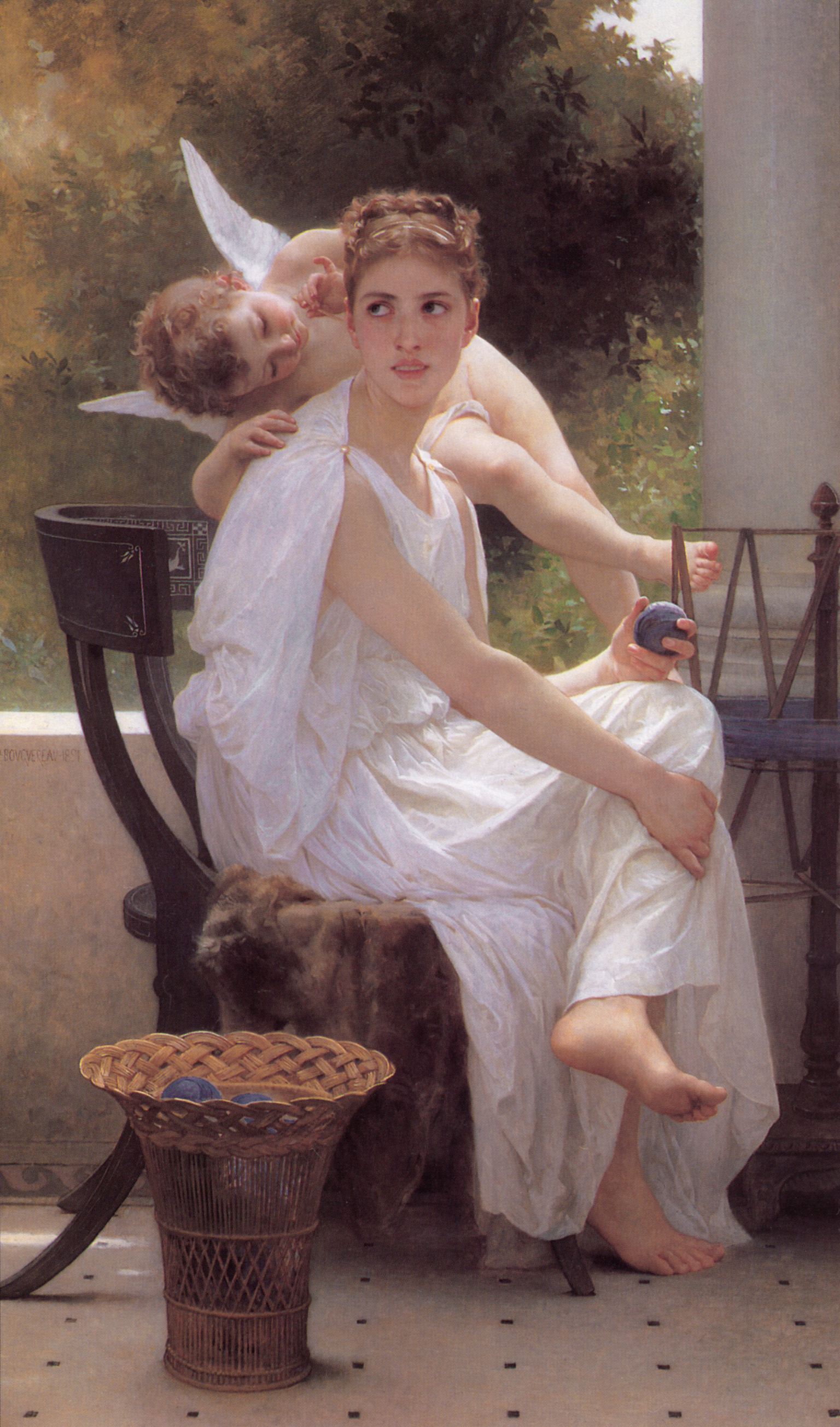
Lucrul întrerupt (1891)
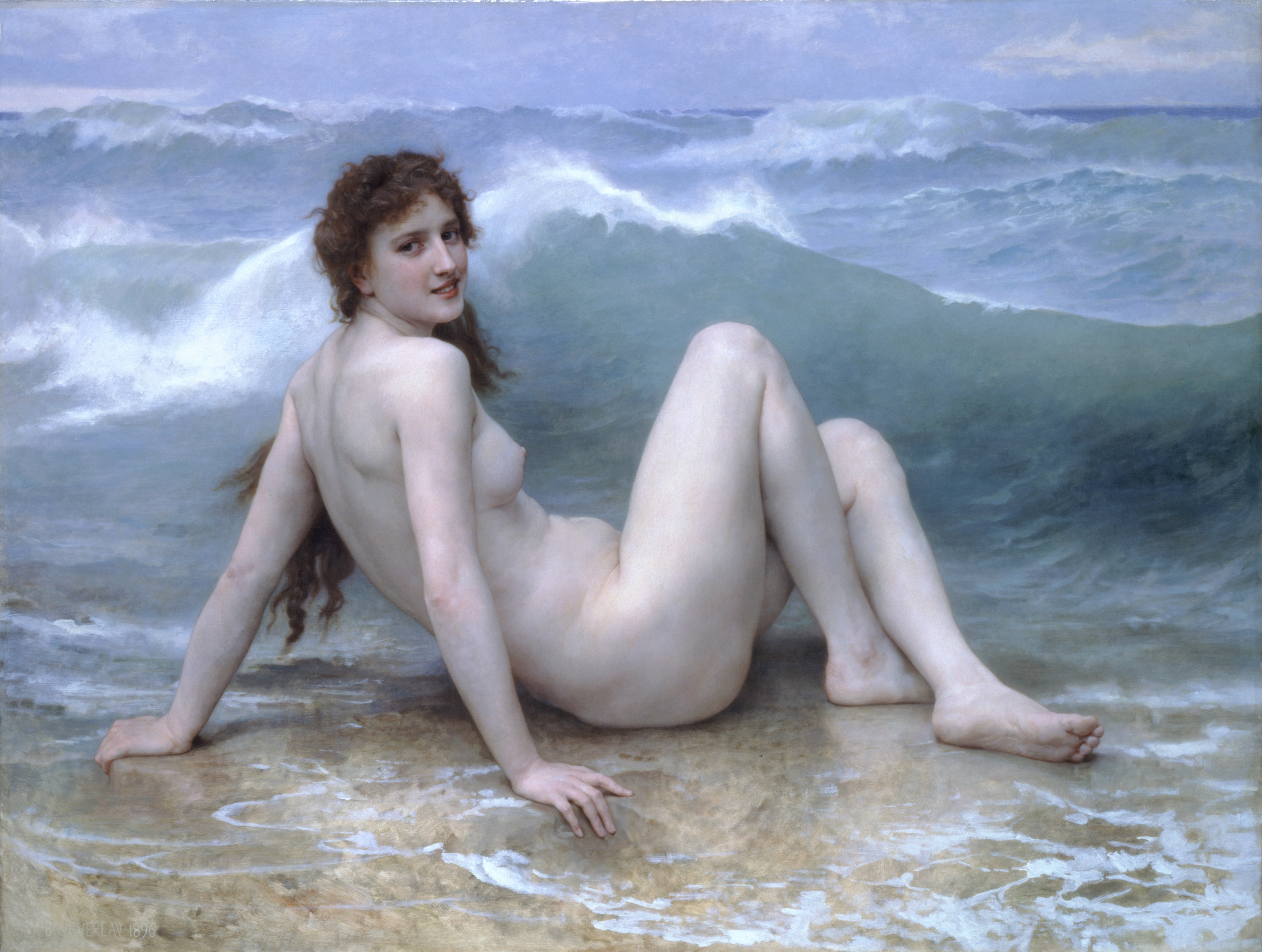
Valul (1896)
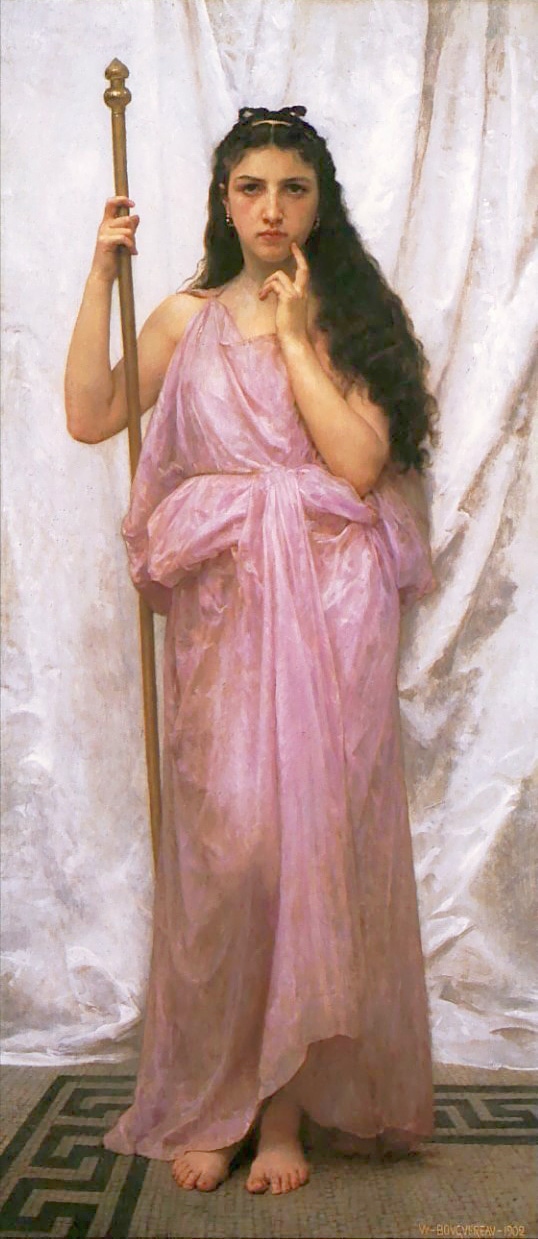
Tânără preuteasă (1902)
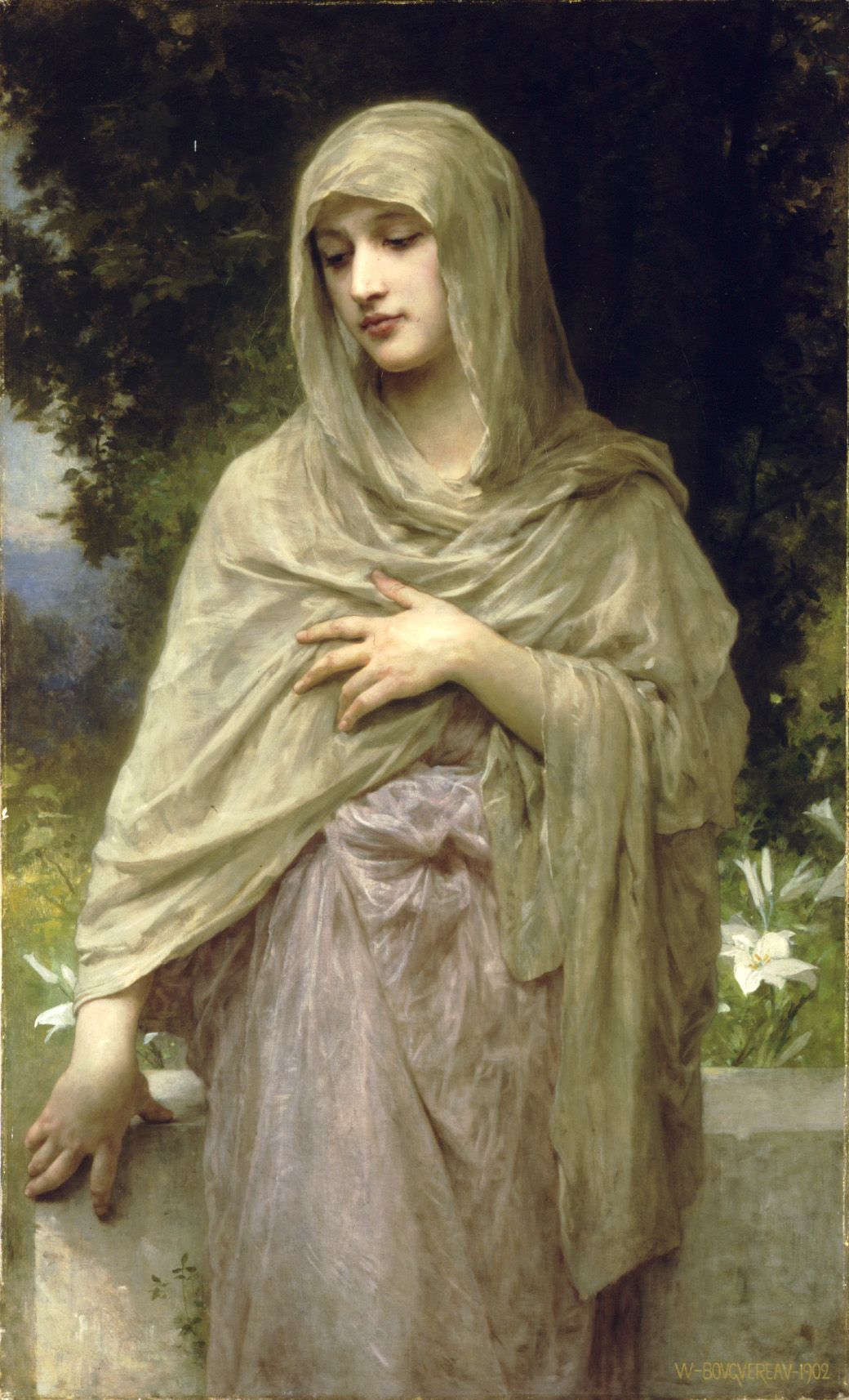
Modestie (1902)
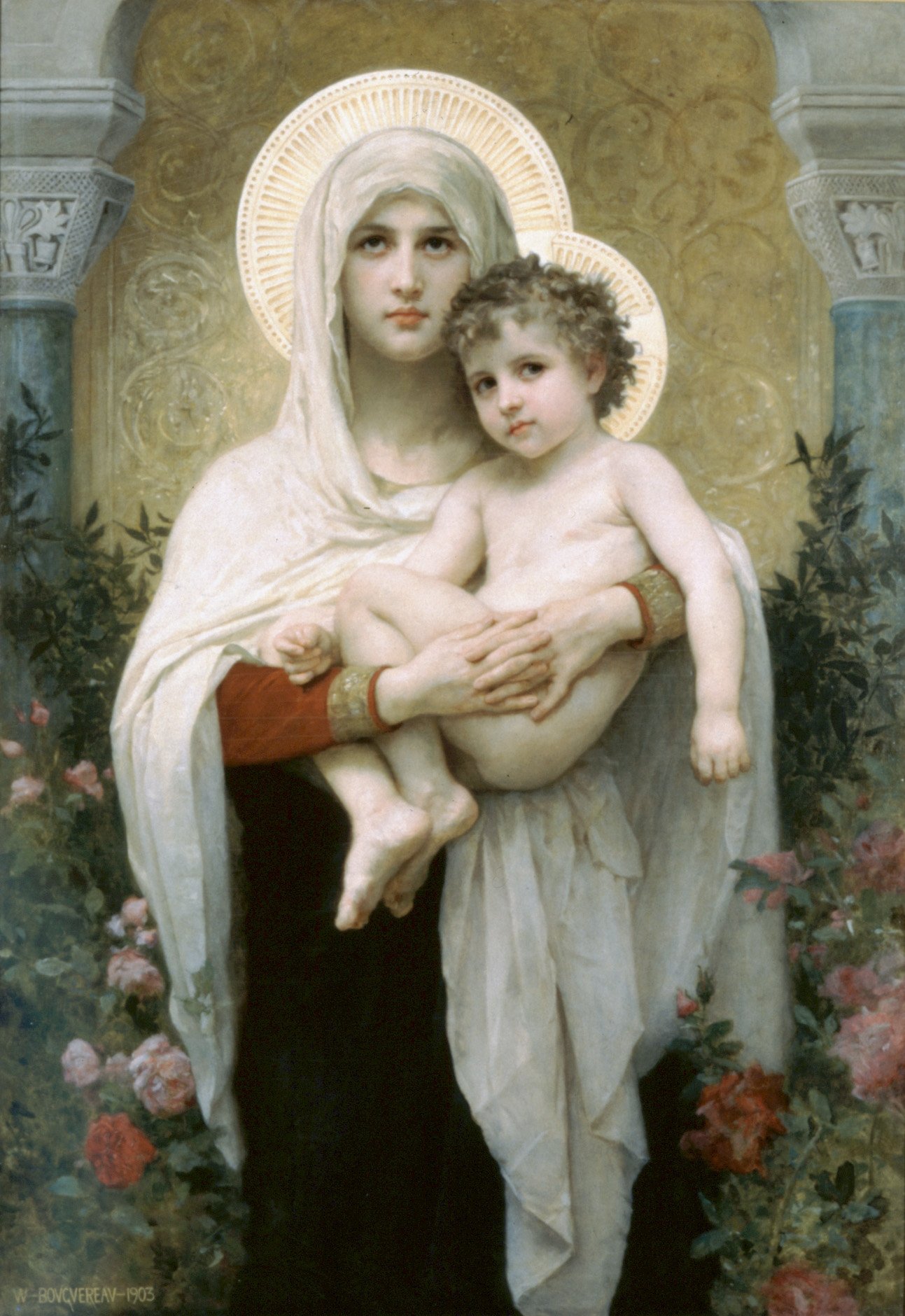
Modona trandafirilor (1903)

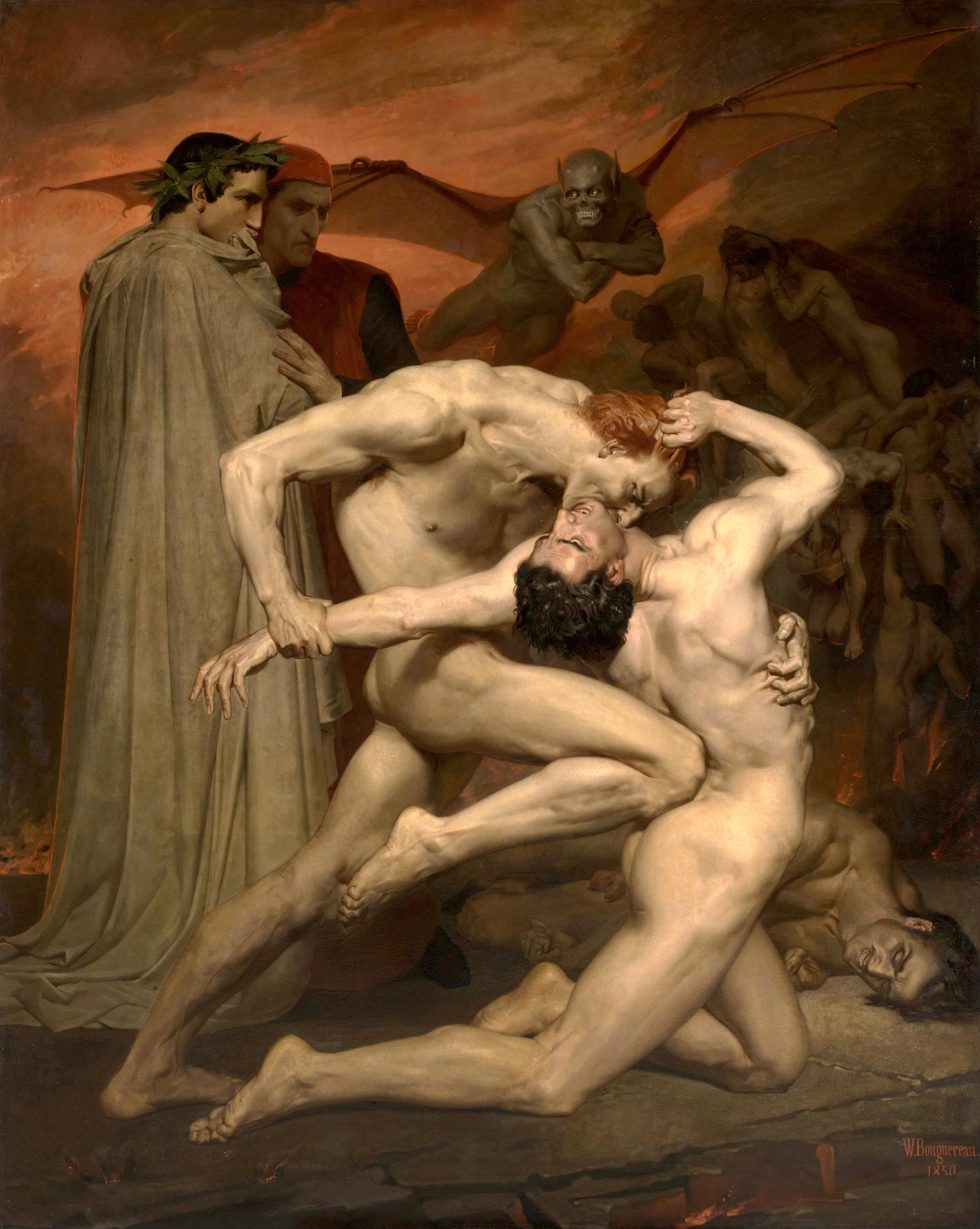
Dante și Virgil în Iad (1850)

### Alte picturi
- Dante and Virgil in Hell 1850
- La Danse 1850
- Tobias Saying Good-Bye to his Father 1860
- Alone in the World (Latest 1867)
- The Knitting Girl 1869
- Le Coquillage 1871
- The First Kiss 1873
- Nymphs and Satyr 1873
- Cupidon 1875
- La Vierge, L'Enfant Jésus et Saint Jean-Baptiste 1875
- The Birth of Venus 1879
- Odihnă 1879
- Evening Mood 1882
- The Nut Gatherers 1882
- Crown of Flowers 1884
- Le Printemps (The Return of Spring) 1886
- The Shepherdess 1889
- The Bohemian 1890
- Câlinerie 1890
- The Little Shepherdess 1891
- Le Travail Interrompu (Pénélope) 1891
- Invading Cupid's Realm 1892
- L'Innocence 1893
- The Abduction of Psyche 1895
- The Young Shepherdess 1895
- Before the Bath (1900)
- The Virgin With Angels 1900
- Young Priestess 1902
- The Madonna of the Roses 1903

## Vedeți și
- William-Adolphe Bouguereau - Galerie de picturi
- Art Nouveau, Alfons Mucha